# Sande (Møre og Romsdal)
Sande è un comune norvegese della contea di Møre og Romsdal.